# ニューメキシコ州の歴史
ニューメキシコ州の歴史（History of New Mexico）は、1500年代にこのエリアを探険したスペイン人が、インディアンのプエブロ族と遭遇した時に初めて記録された。それ以来、このエリアはスペイン、メキシコ、アメリカ合衆国によって統治された。

## プエブロ族の時代
ニューメキシコ州での人間の居住は、野営地と石器の証拠が残されている狩猟採集社会のクローヴィス文化があった1万年以上前にまでさかのぼる。農業の発明の後、古代プエブロ人が、石またはアドベレンガ(日干ししたレンガ)で家を建てて居住していた。古代プエブロ人は紀元1000年頃に最盛を迎えた。その後の気候の変化は、大きな川沿いの地域への移住を導き、そこに最初に居住した現代のプエブロ族の文化が進化した。
有史以前のインディアンの遺跡は、現在のサンタフェにその存在を示している。アルバカーキ近くのサンディア山脈にある洞窟には、新世界での最も早い居住者の痕跡が見られる。プエブロ族は、1200年代に栄えた定住性の文化を構築し、リオ・グランデ川流域に居住し、小さな集落を建築した。
スペイン人は、16世紀にプエブロ文化に遭遇した。1527年のナルバエス遠征隊の4人の生存者のうちの一人であるカベサ・デ・バカが、その困難な探険の途中、ニューメキシコのどこかにある素敵な町についてインディアンから話を聞いたことを、1535年に記述した。それは当時ヌエバ・エスパーニャの植民者に広まっていたシボラの7都市伝説と重なり、それを検証するための遠征に任命されたマルコス・デ・ニサは、帰国後、シボラの存在を熱心に認めた。しかしこれは、フランシスコ・バスケス・デ・コロナドによる、1540年から1542年の間の大規模な探険によって、嘘であったことが明した。コロナドは1541年に、今日コロナド国有記念物に保存されている出土した集落の近くでキャンプをした。リオ・グランデ川流域の上流を探険している間の彼のプエブロ族への虐待は、スペイン人のニューメキシコの征服に対するその後の敵意へと通じることになった。
現在のニューメキシコ州の3大プエブロは、ズニ、サントドミンゴ、そしてラグーナである。

## スペイン植民地時代

### スペイン人による探険と植民地化
フランシスコ・バスケス・デ・コロナドは、1540年から1542年の間、メキシコのコンポステラに大規模な探険隊を集めた。カベサ・デ・バカが、フロリダからメキシコまでの8年間にわたる悲惨な旅の末に、ついに到着したといわれていた、伝説のシボラの7つの黄金都市を発見するためであった。カベサ・デ・バカと3人の仲間は、1527年6月17日にフロリダへ向かって、80頭の馬と残りの探険家すべてを失ったパンフィロ・デ・ナルバエス探険隊の生き残りだった。これらのカベサ・デ・バカ他４人の生存者たちは、太平洋沿岸にあるメキシコのシノロアに到着するのに大変な8年を費やし、その間に多くのインディアン部族を訪ねた。
コロナドと彼の支援者たちは、乗用と運搬用に馬とラバを1300頭、それに携帯用食糧として100個の羊と牛の頭を手に入れ、この不運な事業に財産を費やした。コロナドたちは1541年、いくつかのアドベで造られたプエブロ集落を見つけることはできたが、黄金都市は発見できなかった。アメリカ南西部やグレートプレーンズでのさらなる広範囲にわたる探険でも、素晴らしい黄金の街はどこにもなかった。すっかり落ち込んで貧窮したコロナドたちは、ニューメキシコを後にしてメキシコへ帰った。この時、おそらくコロナドの残した最もすばらしい遺産は、アメリカの平野での数頭の馬と牛の損失だった。 これらの動物は5年毎に頭数が倍増して、すぐに荒野でスクスクと育った。後に荒野に群れを成すほどになるスペインの牛と同様に、100〜150年後にはほとんどすべてのインディアンたちが乗ることになる馬の先駆けになった。
コロナドの50年以上後の1598年、フアン・デ・オニャーテは、リオ・グランデ川の上に、現在のニューメキシコ州でのヨーロッパ人による最初の開拓地、サンフアンを創った。オニャーテは、ヌエバ・エスパーニャから遠く離れた植民地までの、距離にして700マイル(1100キロ)の「エル・カミノ・レアル」(英:The Royal Road)と名付けられた陸路を開拓した。オニャーテは、新しいヌエボ・メヒコ州(スペイン領のニューメキシコ州)の最初の総督になった。アコマ・プエブロにいるインディアンたちは、 このスペイン人の台頭に対して反抗したが、激しい抑圧に直面してしまった。アコマとの戦いで、彼らは従属を拒否し、オニャーテは11人の兵士と2人の使用人を失ったが、数百人のインディアンたちを殺して24人を処刑した。カトリックの伝道の名目で植民地にミッション(伝道所)を建設していたフランシスコ会は、相変わらずプエブロの人々に対してキリスト教改宗を強制し、反発を受けていた。
1609年、後のヌエバメヒコ州の総督となるペドロ・デ・ペラルタは、 サングレ・デ・クリスト山脈のもとにサンタフェの地を開拓した。サンタフェは、この建設時以来ずっとニューメキシコ州の州都であるため、米国で最古の州都である。1610年、ペラルタは総督邸を建てた。植民地の繁栄には失敗したが、いくつかの伝道所は残った。スペイン人開拓者たちは現在のアルバカーキ(1706年に創設された)の場所に1600年代中頃には到着した。宣教師たちはインディアンをキリスト教に改宗させようとしたが、ほとんど成功しなかった。

### プエブロの反乱
プエブロ族の伝統的な経済は、ヌエバ・エスパーニャのエンコミエンダ制によって混乱させられた。プエブロ族の伝統的な宗教は禁止され、宗教者は処刑されて祭壇や集会所は破壊されて、スペイン人植民者に対する潜在的な敵意を強めていった。1670年代の干ばつは、プエブロに飢饉をもたらしただけではなく、ナバホ族、コマンチ族、アパッチ族からの攻撃も増大した。ヨーロッパから導入された病気と強制労働による労苦はプエブロ族の人口を大きく減少させた。天災に対してカトリック教会では救われないと感じた人々は、もともとの古い神々への信仰に戻っていった。
プエブロ族の宗教的リーダーのポペは反乱を計画し、これを指揮した。1680年8月10日、それぞれのプエブロ集落で一斉に攻撃が開始された。18人のフランシスコ修道士の聖職者、3人の平修士、男女子供合わせて380人のスペイン人が殺され、スペイン人開拓者は唯一のスペイン人の街であるサンタフェと、反逆に参加しなかった数少ない集落のひとつ、イスレタ・プエブロの村に逃げ込んだ。ポペの賊はサンタフェの町を囲い込み、水の供給を断ち切り、9月21日にスペイン人の移住者たちは首都から一掃された。
スペイン人の後退によって、ニューメキシコにはプエブロ族の権力が残った。ポペは徹底してカトリックとスペイン文化を排除し、1688年頃に死ぬまで、プエブロの知事として総督邸に住み、プエブロたちから捧げものを集めた。ポペの死後、数百マイルもの距離と6つの異なる言語で隔てられた異なるプエブロの部族たちは権力闘争を始めた。このいざこざは、流浪部族による襲撃と7年間の干ばつとに共に、プエブロたちの結束を弱め、スペインによる再度の征服の舞台を整えた。
1692年7月、ニューメキシコ総督のディエゴ・デ・バルガスは、サンタフェの町を包囲し、スペイン王に忠誠を誓ってキリスト教信仰に戻るのならば、寛大な処置を約束するとして、プエブロ族に降伏するよう呼びかけた。プエブロ族のリーダーたちはサンタフェに集い、デ・バルガスと会い、和平に同意した。1692年9月14日、デ・バルガスは正式に失地回復の行為を宣言した。この後のスペインによる支配は、より穏やかな支配へと変わっていった。

### スペインの馬
300年近いスペインの支配にもかかわらず、現在のアメリカ南西部の荒野ばかりの土地への入植者は増えなかった。その代わりに、スペインがアメリカ南西部にもたらしたものは、「アンダルシアの名馬」である。
最初は野生だった馬を捕らえて、次第にスペインの馬を手なずけるようになったアメリカ南西部のインディアンたちは、ニューメキシコのスペイン人牧場を襲撃し、スペイン人の伝道所から馬を盗み始めた。交易と襲撃によって、インディアンの馬の文化はアメリカ西部一帯で急速に広まった。1700年中頃までには、カナダと同じくらい遠く離れた数人のインディアンが、スペイン領南西部深くで略奪をし、馬を盗んでカナダまで持ち帰っていた。このように、馬の世話をできたミシシッピ川の西側のほとんどすべてのインディアン部族が、スペイン人によって新世界に連れてこられた馬を手なずけるに至り、スペインの馬は、交易または窃盗によって、次第に部族から部族へと分散された。
1803年と1804年のルイス・クラーク探検隊の遠征では、これらの仔馬の何頭かをインディアンたちと取り引きした。カリフォルニアの地理的に孤立した集落には、1780年代にスペイン人開拓者と宣教師によって持ち込まれるまで、馬も牛もいなかった。

### スペイン人以外の白人による探険
ルイス・クラーク探検隊に続いて、多くの人がアメリカ南西部と西部の探険と毛皮の捕獲を開始した。
1807年、ゼブロン・パイクは、アメリカ合衆国政府のルイジアナ買収によってテキサスを通って戻る前に、ちょっとの間滞在したサンタフェの探険をした。
また、何人かの毛皮商たちは、1810年ごろからアメリカ南西部の探険を開始している。
短い生涯だった非凡な探険家でマウンテンマン（罠猟師）のジェデッドアイア・スミス (1799年〜1831年)は1822年に探険を開始し、おそらく他の誰よりも西部と南西部を探険した。いわゆるオールド・スパニッシュ・トレイルの大部分を地図に描いた。彼はネバダ州のグレートベースンを最初に横断し、ユタ州を最初に縦断し、カリフォルニア州に陸路で入った最初の白人と信じられている。
キット・カーソンは14歳の時、1826年に家を出て、西のサンタフェに向かう幌馬車に乗り込んだ。1828年から1840年の間、カーソンはタオスにベースキャンプを構え、たくさんの毛皮を捕獲するために、カリフォルニア州のシエラネバダ山からコロラド州のロッキー山脈までの西部じゅうの山を探険した。正直で、勇敢で、控えめな態度で彼の名声は増した。1842年、カーソンはミズーリの川船で偶然ジョン・C・フレモントに出会う。フレモントはカーソンを、太平洋までの西の道を地図に記すための彼の最初の探険のガイドとして雇い入れた。フレモントをアメリカ西部の砂漠と山を渡って案内するカーソンのサービスは、フレモントの広く読まれた探険レポートに記録されており、これによってキット・カーソンは国の英雄となる。

## メキシコ領時代
フランスのナポレオン・ボナパルトは、ニューメキシコの北東の隅まで延長する、広大で「未開拓」の、そして未発達のルイジアナの地を、1803年ルイジアナ購入で米国に売った。ヌエバ・エスパーニャの一部としての残りのヌエバメヒコ(ニューメキシコ)は、1810年から1821年のメキシコ独立革命に続く独立国メキシコのものとなった。26年間のあっさりとした名目上のメキシコ支配の間、ニューメキシコに対するメキシコの権威と投資は弱かった。しばしば戦争を行っていたメキシコ政府には、ニューメキシコにかける時間も手間もなく、興味も乏しかった。メキシコの役人たちは、メキシコ人家族たちへ大規模な土地の払い下げを(通常は無料で)行い、ニューメキシコに居住させる方針を取った。西へ拡張し続けるアメリカ合衆国のニューメキシコへの台頭を恐れたことと、また、彼ら自身や彼らの友人や家族への報償を欲したためである。
主にロッキー山脈で罠猟をしていたアメリカ人の小規模なマウンテンマンの集団は、以前からサンタフェにいた。スペイン領時代、当局は彼らとの交易を公式に禁じていたが、1821年11月、交易商のウィリアム・ベックネルは、独立したメキシコは今やサンタフェを通じた交易を歓迎しているというニュースを持って米国に戻った。
ウィリアム・ベックネルはミズーリ州のインディペンデンスを離れ、1822年のはじめ、最初の交易商の集団としてサンタフェに到着した。チャールズ・ベントとウィリアム・ベントの兄弟とセラン・セント・ブラインに率いられたサンタフェ・トレイル交易会社は、西部でもっとも成功を収めた交易のひとつである。1826年には、領域で最初の私有の交易所を持ち、そして1833年までには、彼らはアーカンソー川の上にベントズ・フォートと呼ばれる、交易所を兼ねたアドベ煉瓦造りの砦を造った。ニューメキシコ州タオスのおよそ200マイル東に位置しているこの砦は、サンタフェ・トレイル沿いで白人が開拓した唯一の場所だった。セラン・セント・ブラインはタオスとサンタフェで、それらのビジネスの支店を経営した。インディアンの攻撃からの防御のために、集団で移動していた400台以上の幌馬車のキャラバンは、その後780マイル(1,260km)の長さのサンタフェ・トレイルに沿って、通常は春先に旅立ち、ニューメキシコに4〜5週間の滞在した後に戻るという、40日から60日間の毎年恒例の長旅になった。道は、カンザス州のドッジシティ南西で、山側と、シマロン川側に分岐した。でこぼこした山側の道は、レイトン峠を通り過ぎて、ニューメキシコ州フォートユニオンの近くでシマロン川側の道と再び合流した。乾燥した南のシマロンルートには、ちらほらと丈が短い草があるだけで、野生生物はほとんどいなかった。現在のサンタフェ国定歴史街道（Santa Fe National Historic Trail）は多くの場所が標されているか復元されていて、この昔の道を辿れるようになっている。
カリフォルニア州ロサンゼルスからサンタフェまでのスパニッシュ・トレイルは、主に一年の間の少しだけ、サンタフェかその近くに住むスペイン人や白人交易商、元罠猟師たちによって使用された。1829年頃に始まって、道程はコロラド、ミネソタ、ネバダとカリフォルニアに広がり、一年に一度往復できる程度の大変な努力がいる2400マイルのきつい旅だった。取り引きは主に、カリフォルニアの馬と、サンタフェからの毛布といくつかの商品から成った。カリフォルニアでは馬がほとんど野生のままで育っていて、また市場をほとんど開いていなかったため、廉価で取り引きすることができた。道には水が数日間補給できなかったり、道に沿って死んだ動物のいろんな部分の骨が散らばっている多くの殺伐とした箇所があった。ペッグ・レッグ・スミスのような山男は、スパニッシュ・トレイルを何千頭ものスペインの馬とラバを連れて、サンタフェやタオスやベントズ・フォートに移動した。
1836年、テキサスはメキシコからの脱退に成功し、テキサス共和国として独立する。ほとんど誰も住んでいないリオ・グランデ川の北と東すべてが領土と主張したテキサス共和国は、1841年、ニューメキシコをテキサスの一部と主張するグループによって、軍事と交易を兼ねた遠征隊を送り出した。ニューメキシコ当局はこの遠征隊を攻撃して捕らえた。この結果として、メキシコとアメリカ合衆国の緊張は高まった。

## アメリカ領の時代

### 米墨戦争(1846年〜1848年)
米墨戦争中の1846年、アメリカのスティーブン・W・カーニー将軍と第1竜騎兵連隊の300名の兵士、 ミズーリ山岳騎兵隊の第1および第2連隊の1600名、および500名のモルモン大隊は、サンタフェ・トレイルを行軍し、サンタフェに無血入城した。メキシコ人当局者らは有り金を全部持って南方へ逃走した後だった。カーニーは、タオスに住むサンタフェ・トレイルの交易商チャールズ・ベントを代理の民政長官に置き、軍民合同の政府を創設した。カーニーはまた、「カーニー・コード」と呼ばれる戒厳令を布告し、カーニーと合衆国陸軍の約束として、アメリカ合衆国は宗教と法的権利を尊重することを約束し、法と秩序を維持するとして市民を保護した。カーニー・コードは、準州の時代のニューメキシコの法令のベースのひとつとなった。
次に彼は、軍を4つの部隊に分割した。ひとつ目は、軍政府長官に任命されたスターリング・プライス大佐が率いる概ね800名の部隊で、ニューメキシコの占領を維持する。アレクサンダー・ウィリアム・ドニファン大佐率いる2番目の集団は、800名余の兵士と共に、メキシコ・チワワ州のエルパソを占領して、ウール将軍と合流するよう命令された。3つめは、カーニー自らが指揮する300人あまりの竜騎兵部隊であり、ラバに装備を取り付け、カリフォルニアに向かった。4番目はモルモン大隊で、彼らは徒歩でカーニーの部隊の後を追い、フィリップ・セント・ジョージ・クック中佐のもと、カリフォルニアまでの新しい南のルートが馬車の通れるものとするための作業を行った。
カリフォルニアでは、ジョン・C・フレモント中佐率いるカリフォルニア大隊のおよそ400人の兵士と、ロバート・ストックトンアメリカ海軍代将が率いるまた別の400人の海軍と海兵隊が、サンディエゴからサクラメントの間のおよそ7000人のカリフォルニア住民を統制していた。現在のアリゾナ州を含むニューメキシコ準州は、明白なアメリカの統制下にあった。カーニー部隊はその行軍中の10月、東に向かって移動中の探険家キット・カーソンが率いる一団に出会った。カーソンはストックトン代将とフレモント中佐から託されたポーク大統領へのカリフォルニア平定のメッセージを持参していた。カリフォルニア平定を知ったカーニーは、部隊300名のうち100名を残して200名あまりはサンタフェに返した。
ニューメキシコとテキサスの正確な境界線は不確かだった。テキサスは、まずはじめにリオ・グランデ川の北側のすべての土地が領地だと主張したが、その後ほぼ現在の境界に同意した。
カーニーがカリフォルニアに向けてニューメキシコを出発した後、タオスの反乱と呼ばれる衝突がタオス・プエブロで発生した。1847年1月19日、タオス・プエブロの反乱者たちは、代理長官のチャールズ・ベントをはじめとするおよそ10名の町に住む白人を殺害した。素早い反応を見せたアメリカ合衆国は、スターリング・プライス大佐と軍隊をタオスに向かわせ、レンガ造りの強固な教会に立てこもった反乱軍を攻撃した。教会への集中砲火で、およそ150人の反乱者が死亡し、400人以上が捕まった。6人の反乱の指導者たちは裁判にかけられ、1847年2月9日、絞首刑に処せられた。この反乱事件において、プライスはさらに二つの反乱を鎮圧し、2月中旬には反乱を統制下に収めた。ポーク大統領はプライスを名誉階級の准将に特進させた。死傷兵の合計は、300人の反乱者と30人の「アングロ」（アメリカ軍人と開拓者はしばしばこう呼ばれた）とされる。

### グアダルーペ・イダルゴ条約
1848年のグアダルーペ・イダルゴ条約で、メキシコは、今日アメリカ合衆国南西部とカリフォルニア州として知られる、そのほとんどが「未開拓」の北の領土を、交戦の停止、およびアメリカの統制下にあったメキシコシティやその他の地域からの撤兵と引き換えに、米国に割譲した。メキシコは1,500万ドルの現金と、加えて300万ドル強にのぼるメキシコの負債を肩代わりする約束も受け取った。ニューメキシコ（テキサスとカリフォルニアの間の領土に与えられた名前）は、州になるために人口の評価基準を法律的には満たしていた。しかし、合衆国議会は州昇格を行わなかった。さらに上院は、メキシコ統治時代に行われた払い下げによる土地の権利は全て承認・継承されるとした、グアダルーペ・イダルゴ条約の第10条を削除した。それら払い下げ土地のほとんどは開拓目的のものではなく、メキシコ人当局者による、友人たちへの単なる贈り物であったというのがその理由とされた。第10条を削除するという決定は、メキシコ領時代に行われた払い下げによる何百万エーカーもの土地、材木、および水を取り上げ、全てを公有地に戻してしまうこととなり、特にいくつかの地域のヒスパニックのコミュニティで、現在でも評判が悪い。ただし、スペイン植民地時代に行われたプエブロに対する払い下げ土地に関しては全て合法であるとして承認された。

### アメリカ準州の時代(1850年〜1912年)
米国議会の1850年協定のため、奴隷制反対の憲法のもとではニューメキシコが正式な州へ昇格することはなくなった。テキサスは、長い境界線紛争に決着をつけて、連邦政府にニューメキシコ東部を移譲した。協定のもとで、アメリカの政府は1850年9月9日にニューメキシコ準州を設立した。現在のアリゾナ州とニューメキシコ州のすべて、およびコロラド州の一部を含むその準州は、1851年、サンタフェを州都として公式に制定された。1850年の合衆国準州ニューメキシコの国勢調査では、ニューメキシコの領土全域に61,547人が住んでいるのが分かった。合衆国憲法の下では、ニューメキシコ住民自身で準州として奴隷制を許可するかどうかを自主的に決めることができた。しかし奴隷制の状態は、準州の時代の間にかなりの議論を引き起こした。州へ昇格できるかどうかは、奴隷制問題でまっぷたつに分割される議会次第であった。スティーブン・A・ダグラスを含む一方は、以前のミズーリ協定のように、準州であるなら必ずしも奴隷制を制限しないと主張した。エイブラハム・リンカーンを含むもう一方は、奴隷制を禁止した以前のメキシコの法の伝統が優先すると主張した。このような議会の状況にもかかわらず、ニューメキシコでは奴隷制はめったに見られなかった。1912年1月6日には、ニューメキシコは最終的に合衆国の一州となった。
ナバホとアパッチによる襲撃と略奪で、キット・カーソンは米墨戦争の後、引退してタオス近くの羊牧場に引っ込むという目論みを捨てることになってしまった。1853年に、カーソンは合衆国のインディアン担当を命じられ、タオスを本部にしてインディアンと戦い、焦土作戦を用いて目を見張るような成功を収めた。
米国は、1853年のガズデン購入によって、州の南西部の「ブーツのかかと部分」と、ヒラ川の下のアリゾナ州南部を取得した。ほとんど砂漠しかないこのエリアを購入した意図は、提案されていた大陸横断鉄道の開通にあった。わずかではあるが、ヒラ川の南に、はるかに簡単なルートが位置しているのが発見されていたのだ。この領土は、グアダルーペ・イダルゴ条約が1848年に交渉された時にはまだ探険されておらず、地図にもされていなかった。サンタ・アナは1853年に再び政権を握り、ガズデン購入によって彼の金庫をいっぱいにして、その年にメキシコ軍に支払うためのお金が必要だった。1881年、サザン・パシフィック社は、この購入された土地に2つめの大陸横断鉄道を建設した。
南北戦争で、テキサスの南軍部隊は、あっけなくニューメキシコ南部を占領したが、北軍は1862年前半に領地を取り戻す。ニューメキシコの部隊は北軍として戦い、キット・カーソンは、第1ニューメキシコ志願兵を組織して命令するのを手伝た。部隊はほかの場所で戦うために後方に引っ込められ、南軍とのヴァルヴァードの戦いへの参加と平行して、ニューメキシコやテキサスのアパッチ族、ナバホ族、そしてコマンチ族らと戦う作戦に従事した。南部同盟の軍は、北軍の常勝部隊であるコロラド志願兵（パイクス・ピーカーズと呼ばれる）とニューメキシコ志願兵に、グロリエタの戦いで敗北し、後退した。1863年に、アリゾナ準州は別々の領土に引き裂かれた。
1875年、カトリック教会は大司教の拠点を創立した。1879年には、アッチソン・トピカ・アンド・サンタフェ鉄道が、サンタフェから16マイル(26キロ)の町、ラミーにまで延び、1880年にはサンタフェに到達して、物語によく出る道、サンタフェ・トレイルに取って代わった。1880年にサンタフェ鉄道がさらに西に伸延されたことで接続した新しい町、アルバカーキは、古い町であったものが急速に発展した。
鉄道の登場で、1880年代には大放牧ブームが起こり、牧牛地帯の町の開発は進んだ。無法者で有名なビリー・ザ・キッドも登場した有名な事件、リンカーン郡戦争のように、牧畜業者たちは、お互いに、そして当局に対して意地を張り合った。大牧場主たちは羊飼いを追い出すことができずにいて、結局農場所有者たちと不法入居者たちは、牛が食べる「草の海」をフェンスで囲い、その土地を破壊することで牧畜業者を圧倒した。各人の土地の要求についての闘争は、もともといたスイン人住民、牛の牧場主、新の農場所有者の間の痛烈な口論に発展した。破滅的な過放牧であったにもかかわらず、放牧はニューメキシコの経済の大黒柱として生き残ったのだった。
何世紀も続いたアパッチ族とナバホ族の闘争は、土地を苦しめた。1860年から1861年のロング・ウォーク・オブ・ナバホ（またはロング・ウォーク・オブ・ボスケ・レドンド）では、ナバホを厳しく鎮圧し、彼らの襲撃を終わらせた。1868年、ナバホ族の大部分は故郷への帰還を要求し、彼らの保留地（Reservation）に帰った。一方、アパッチ族による散発的襲撃は、1886年にアパッチ族のジェロニモが最終的に降伏するまで続いた。
リオ・グランデ川上流のアルバカーキは、1889年に合併された。

### 合衆国の一州の時代(1912年〜現在)
アメリカ合衆国議会は、1912年1月6日、ニューメキシコを合衆国の47番目の州として承認した。1912年2月14日の隣のアリゾナ州の承認で、現在の48州が完成した。
米国政府は1943年、第二次世界大戦の最中にロスアラモス国立研究所を建設した。トップシークレットの所員はホピ族の保留地から掘り出したウラニウムを使って、アパッチ族の保留地で精製を行い、原子爆弾を開発した。彼らは1945年7月16日にアラモゴード近くの砂漠のホワイトサンズ性能試験場で、トリニティ実験を行い、初めて原爆を起爆した。
アルバカーキは戦後、急速に拡大した。俗説では、1947年のロズウェルの近くの高度実験中、政府が地球外生物の死体と装置を捕獲して隠したとする、数名によるしつこい(そして立証されない)主張へとつながった。州は、核、太陽熱、地熱エネルギーの研究開発のリーダーとして、急激に頭角を現した。1949年に設立されたサンディア国立研究所は、アルバカーキのカートランド空軍基地の南とカリフォルニア州のリバモア で核研究と特殊兵器開発を実行した。
チワワ砂漠から遠く離れたところにある核廃棄物隔離試験施設(WIPP)は、カールズバッドの26マイル南東に位置している。ここで核廃棄物は、2億年以上安定している2150フィート地下深く掘られた場所の、2000フィートの厚さの塩の構成物の中に埋められている。WIPPは1999年3月26日に活動を開始した。